# Grzechotniki
Grzechotniki, grzechotnikowate (Crotalinae) – podrodzina jadowitych węży z rodziny żmijowatych (Viperidae). Obejmuje ponad 300 gatunków. Charakteryzują się długimi, składanymi zębami jadowymi, jamkami policzkowymi (łac. fovea lorealis), a niektóre z nich mają charakterystyczną grzechotkę na końcu ogona. Jamki policzkowe są to dosyć głębokie zaklęśnięcia, większe od otworów nosowych, znajdujące się pomiędzy okiem a nozdrzem. Przez wiele lat stanowiły one tajemnicę, dopiero przed drugą wojną światową stwierdzono, że pod skórą znajdują się termoreceptory.

## Rozmieszczenie geograficzne
Podrodzina obejmuje gatunki występujące w Ameryce i Azji.

## Podział systematyczny
Do podrodziny zalicza się następujące rodzaje:
- Agkistrodon Palisot de Beauvois, 1799
- Atropoides Werman, 1992 – jedynym przedstawicielem jest Atropoides picadoi (Dunn, 1939)
- Bothriechis Peters 1859
- Bothrocophias Gutberlet & Campbell, 2001
- Bothrops Wagler, 1824
- Calloselasma Cope, 1859 – jedynym przedstawicielem jest Calloselasma rhodostoma (Kuhl, 1824) – mokasyn gładki
- Cerrophidion Campbell & Lamar, 1992
- Craspedocephalus Kuhl & Hasselt, 1822
- Crotalus Linnaeus, 1758
- Deinagkistrodon Gloyd, 1979 – jedynym przedstawicielem jest Deinagkistrodon acutus (Günther, 1888) – mokasyn ostronosy[4]
- Garthius Malhotra & Thorpe, 2004 – jedynym przedstawicielem jest Garthius chaseni (Smith, 1931)
- Gloydius Hoge & Romano-Hoge, 1981
- Hypnale Rafinesque, 1815
- Lachesis Daudin, 1803
- Metlapilcoatlus Campbell, Frost, & Castoe, 2019
- Mixcoatlus Jadin, Smith & Campbell, 2011
- Ophryacus Cope, 1887
- Ovophis Burger, 1981
- Porthidium Cope, 1871
- Protobothrops Hoge & Romano-Hoge, 1983
- Sistrurus Garman, 1883
- Trimeresurus Lacépède, 1804
- Tropidolaemus Wagler, 1830

Jeszcze niedawno klasyfikowano je w randze rodziny Crotalidae.